# Ambu (Azerbaigian)
Ambu è un comune dell'Azerbaigian situato nel distretto di Lerik. Conta una popolazione di 791 abitanti.